# Patu

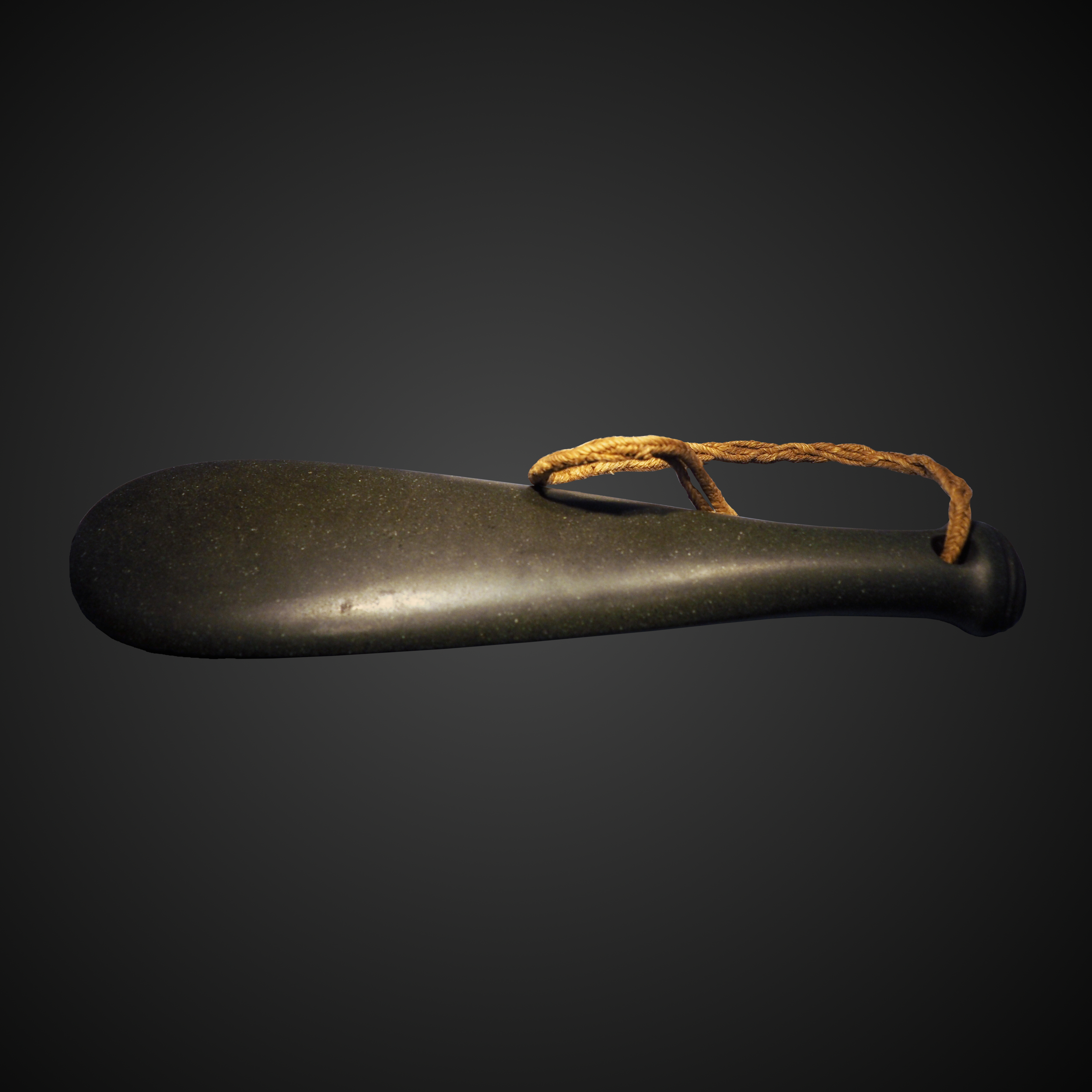
Patu de basalt recollit per James Cook i John Webber, exposat al Museu Històric de Berna.

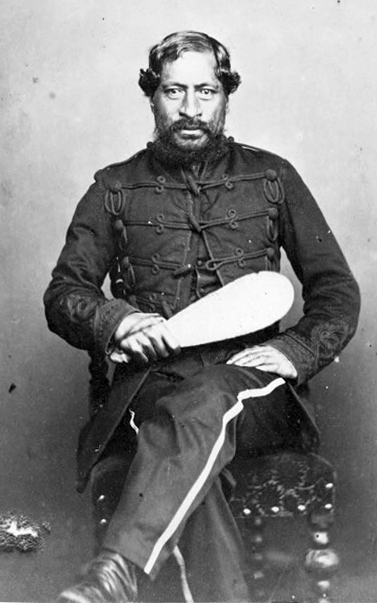
Mete Kingi Te Rangi Paetahi, cap el 1869 (National Library de Nova Zelanda)

Un patu és un terme genèric per a una maça de combat utilitzada pels maoris, poble indígena de Nova Zelanda. La paraula patu, en idioma maorí, significa colpejar o dominar.
Aquests tipus maces s'utilitzaven principalment com a arma d'atac. El cop donat amb aquesta arma era horitzontal i directe, des de l'espatlla al costat de l'enemic. Si l'enemic era subjectat pels cabells, llavors el patu era dirigit per sota de les costelles o mandíbula. Els patus eren fets de fusta dura, os de balena o pedra. El material més prestigiós era el pounamu (pedra verda). El patu fet de pounamu era generalment anomenat "mere". Els maoris van decorar el patu tallant en fusta, os o pedra.